# Justus Sustermans
Justus Sustermans (nyelvjárástól függően ismert még Juste, Joost és Giusto néven is; Antwerpen, Dél-Németalföld, 1597. szeptember 28. – Firenze, Toszkána, 1681. április 23.) flamand festő, aki leginkább a korabeli itáliai és osztrák uralkodók és nemesek barokk portréinak megfestéséről vált ismertté. Legismertebb műve Galileo Galilei portréja.

## Galéria

### Mediciek

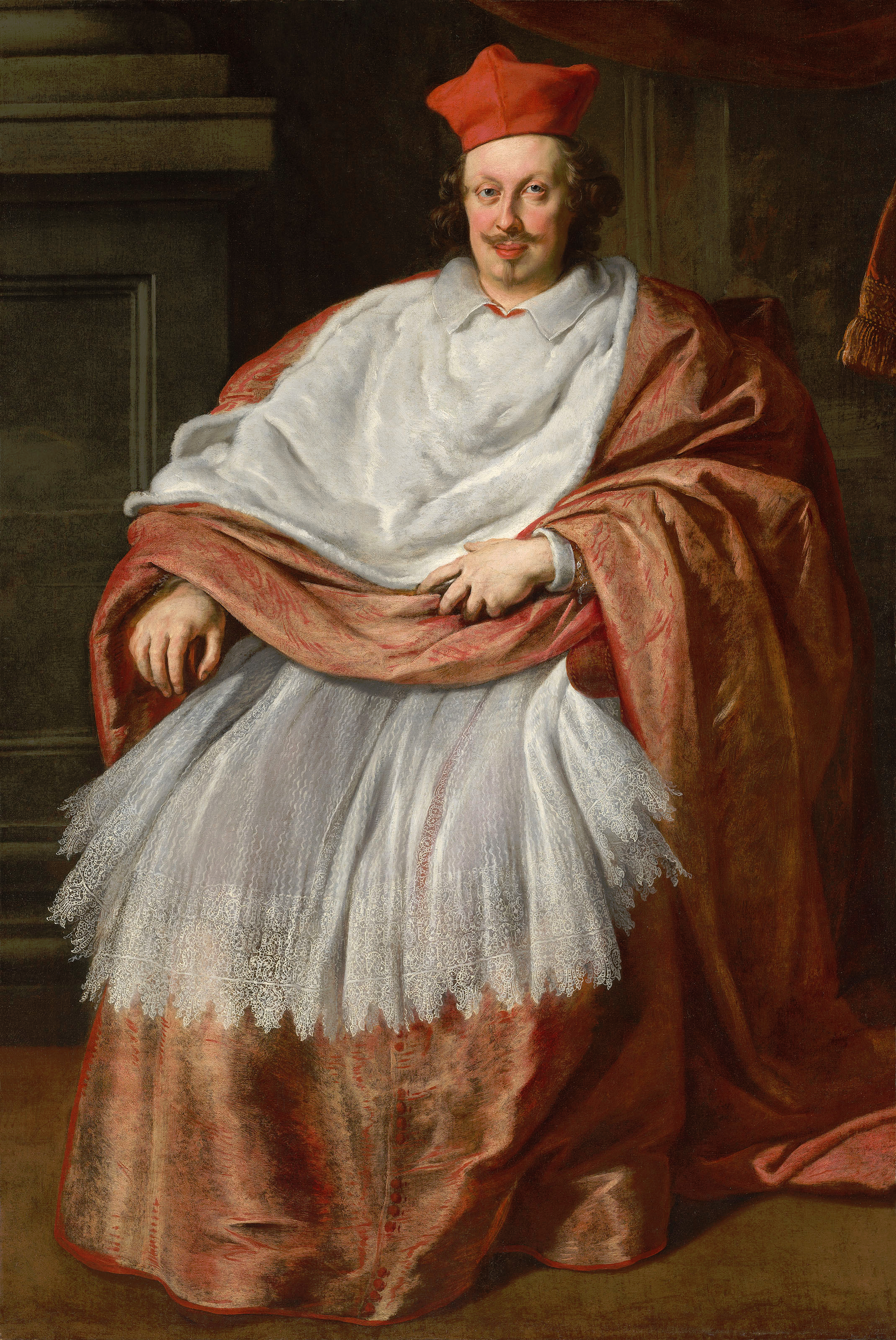
Carlo de’ Medici bíboros portréja (1630 után)
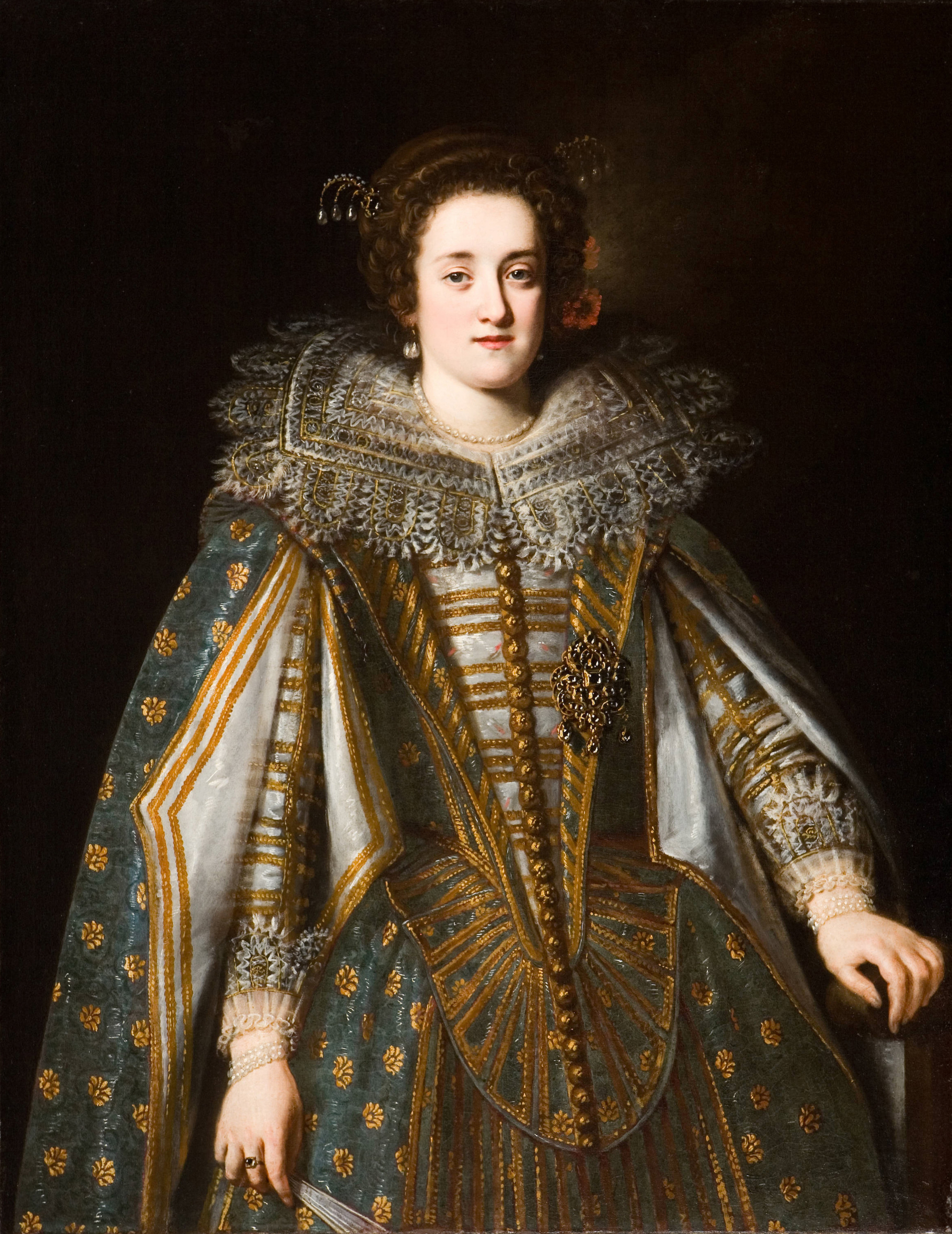
Margherita de′ Medici parmai hercegné
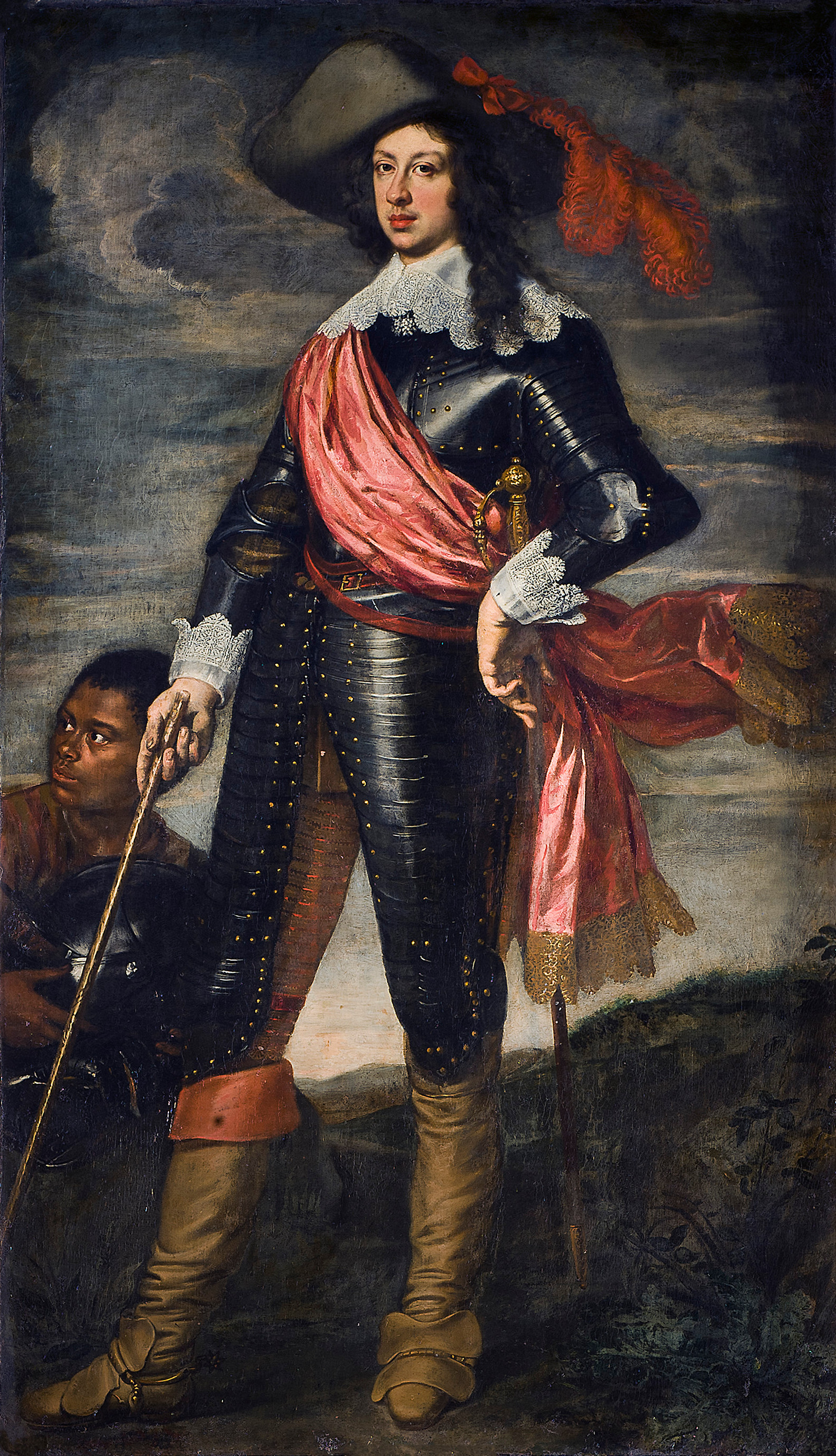
Francesco de’ Medici portréja (1630-as évek)
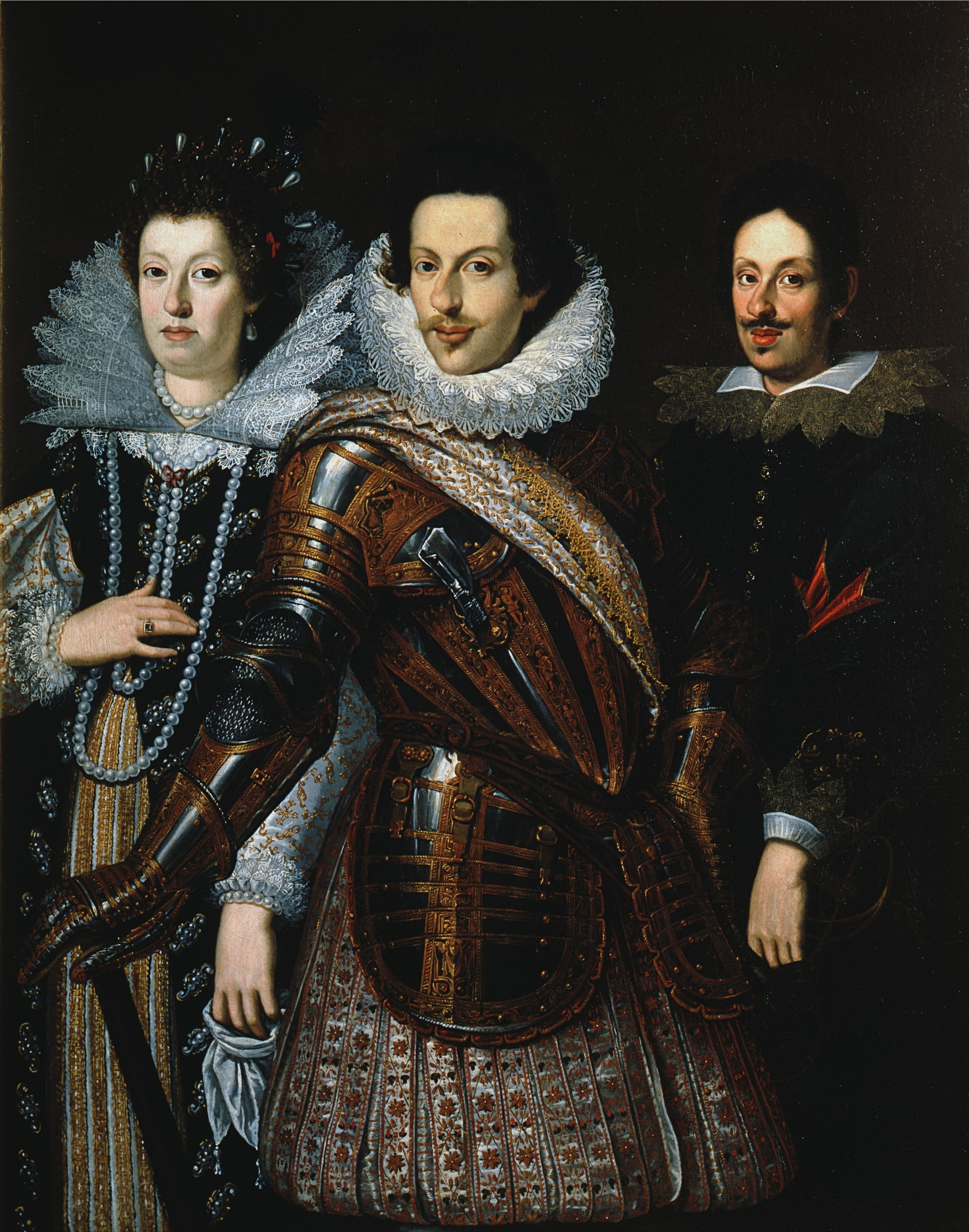
II. Cosimo de’ Medici Ausztriai Mária Magdalénával és II. Ferdinánddal (1650 körül)

### Egyéb

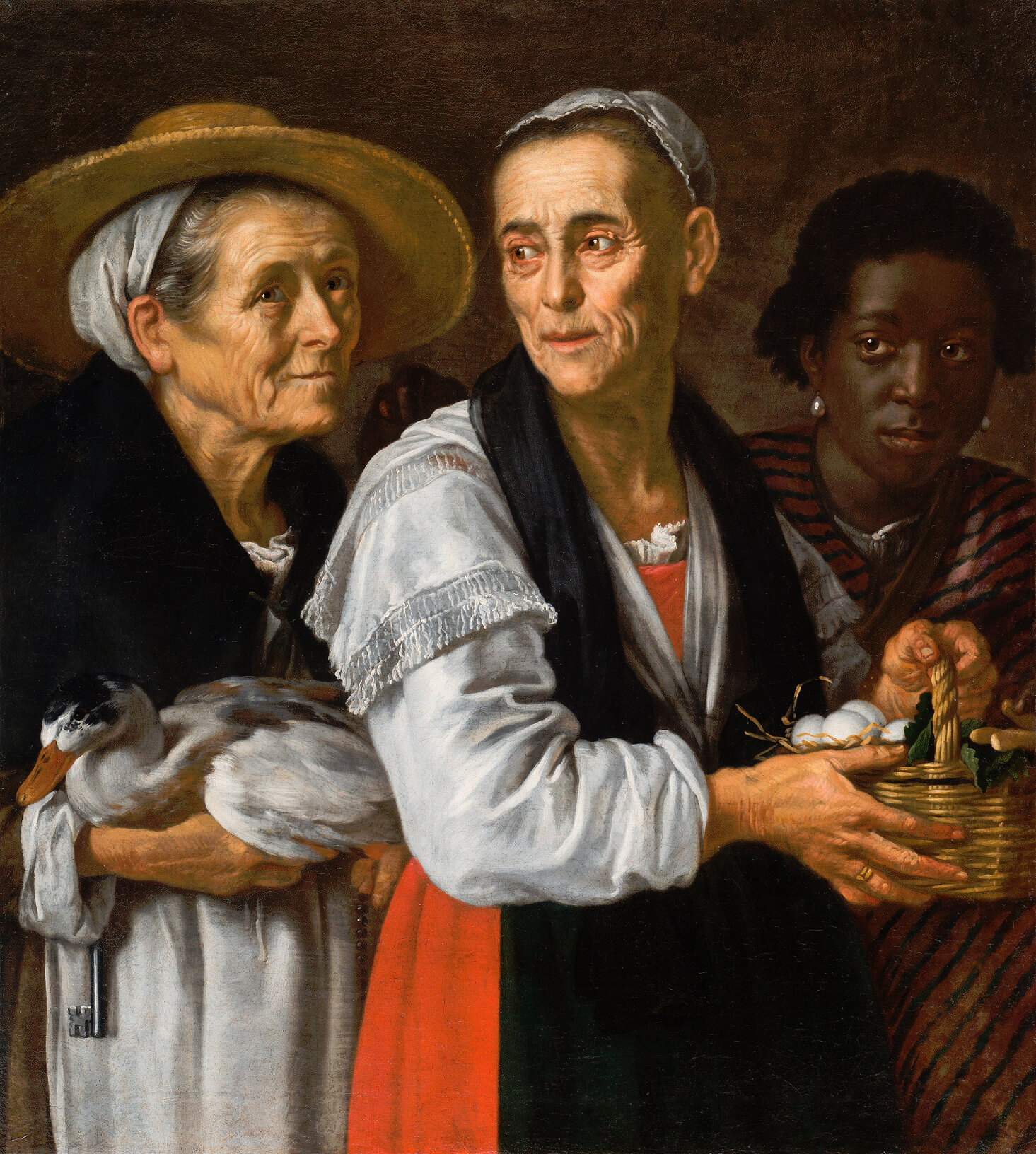
Domenica delle Cascine, la Cecca di Pratolino és Pietro Moro csoportportréja (1634 körül)
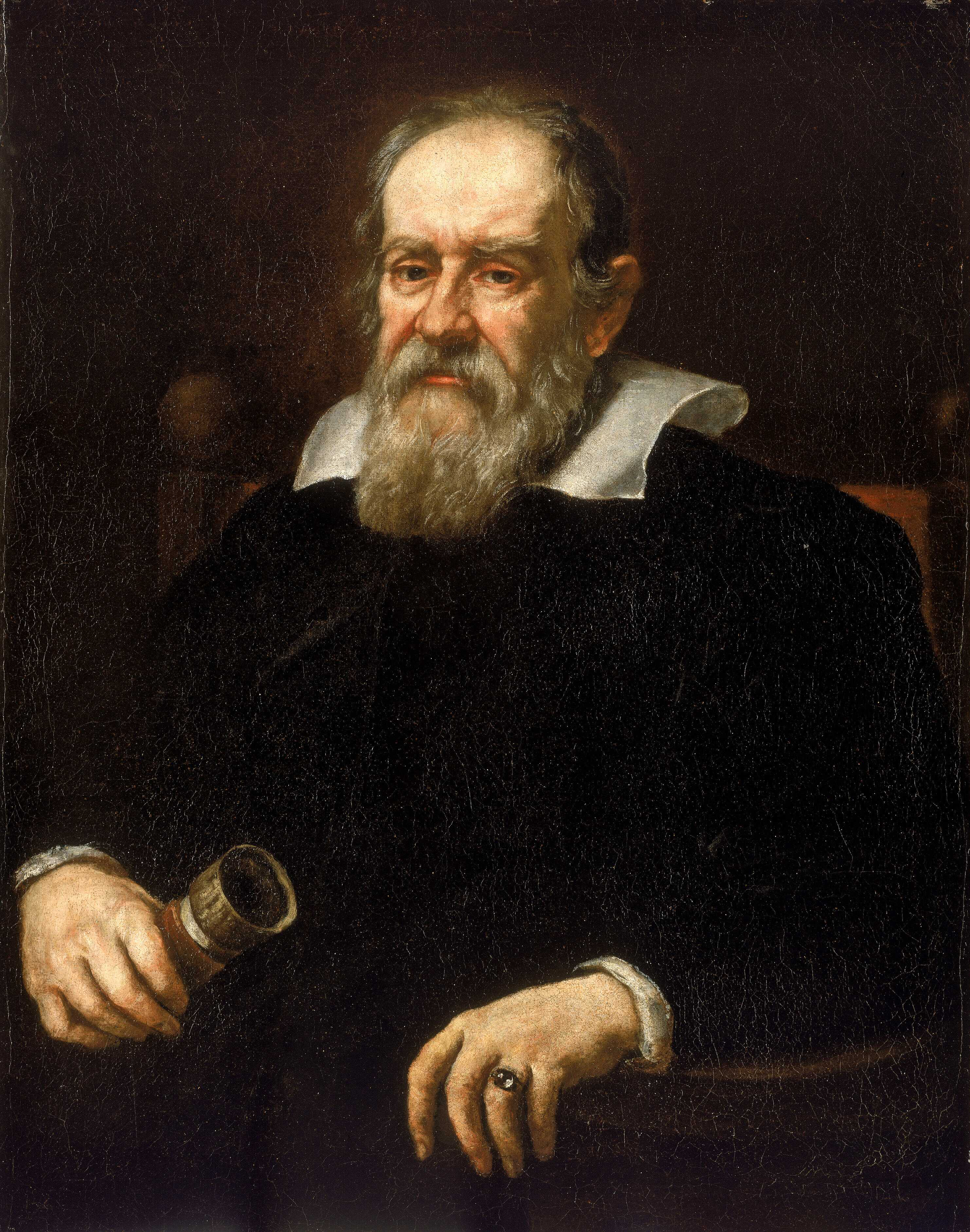
Galileo Galilei portréja (1640 körül)
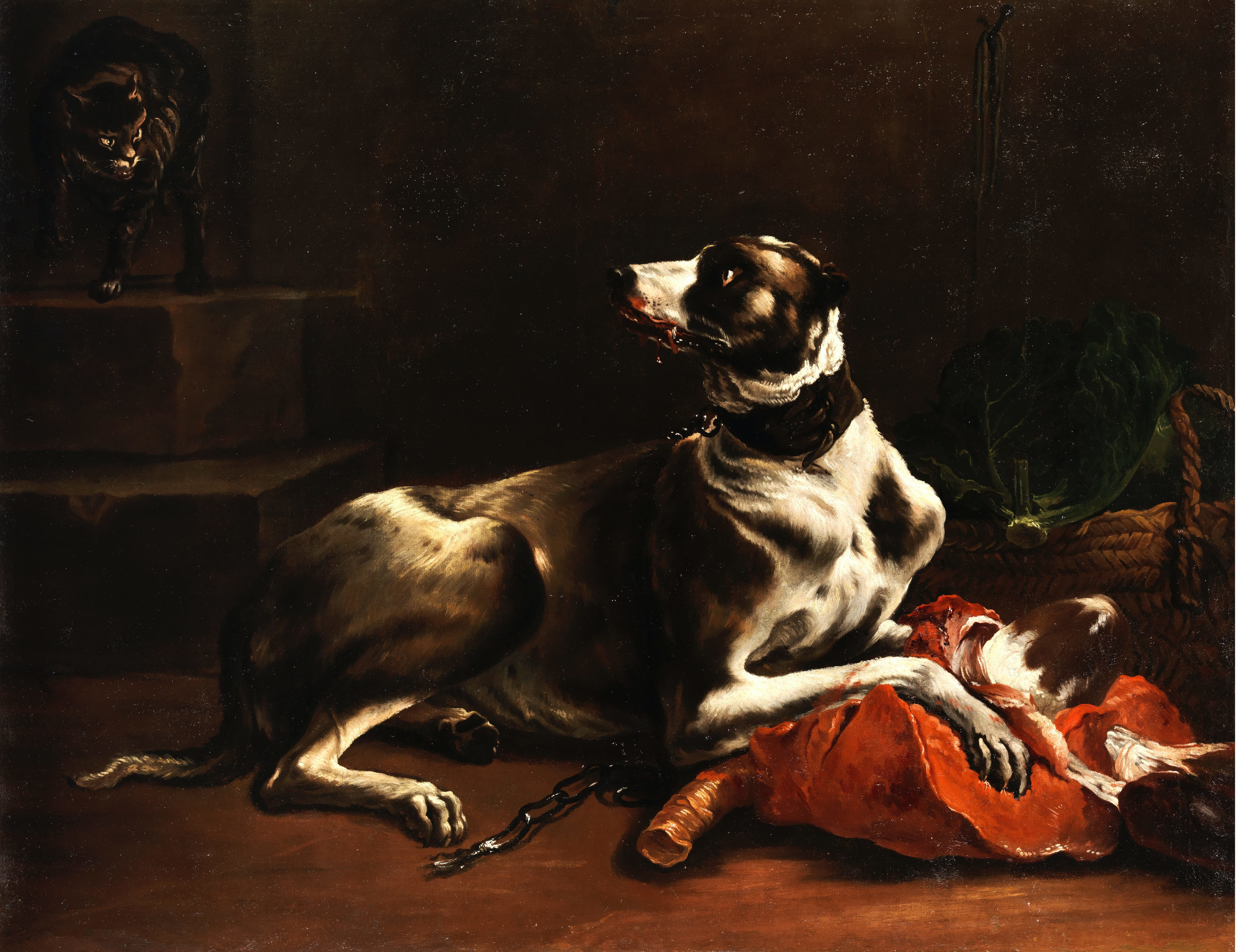
Étkező kutya szemben egy irigy macskával (1666 után)